# Christiane Nüssleinová-Volhardová
Christiane Nüsslein-Volhard (* 20. října 1942 Magdeburg) je německá bioložka, držitelka Ceny Alberta Laskera za základní lékařský výzkum z roku 1991 a držitelka Nobelovy ceny za fyziologii a lékařství, kterou získala v roce 1995 společně s Ericem Wieschausem a Edwardem Lewisem za výzkum genetické kontroly vývoje embrya. Je jedinou ženou z Německa, která získala Nobelovu cenu za přírodní vědy. Její objevy pomohly vytvořit nový obor vývojové genetiky a položily základy pro pochopení genetických poruch u lidských embryí.

## Mládí a studia
Narodila se jako Christiane Volhard 20. října 1942 v Magdeburku, jako druhé z pěti dětí architekta Rolfa Volharda a učitelky v mateřské škole Brigitte Haas Volhard, má tři sestry a bratra. Vyrůstala v jižním Frankfurtu v bytě s velkou zahradou a v blízkosti lesa. Ráda chodila pozorovat ptáky a naučila se poznávat rostliny a zvířata. Rodina často trávila prázdniny na statku, kde se mohla starat o zvířata a pomáhat při sklizni. To vše v ní podporovalo touhu stát se bioložkou, což byl její sen už od dvanácti let. Rodiče její ambice podporovali a nakonec byla jediná z rodiny, kdo se o vědu trvale zajímal. Rodiče byli dobří hudebníci, také malovali a vychovávali svých pět dětí k lásce k umění, Christiane hrála na flétnu.
Po maturitě v roce 1962 krátce uvažovala o medicíně, ale po měsíčním ošetřovatelském kurzu v nemocnici od této myšlenky upustila. Místo toho se rozhodla pro studium biologie na Goetheho univerzitě ve Frankfurtu. V roce 1964 začala studovat biochemii na univerzitě v Tübingenu. Původně se chtěla věnovat behaviorální biologii, ale nakonec si vybrala biochemii a molekulární genetiku, protože to byly tehdy nejmodernější obory. Staromódní botanici a zoologové jí připadali jako nudní lidé. V roce 1969 získala diplom z biochemie a v roce 1973 doktorát za výzkum RNA polymerázy na univerzitě v Tübingenu.

## Vědecká kariéra
V roce 1975 se Nüsslein-Volhard stala postdoktorandkou v laboratoři Waltera Gehringa v Biocentru Basilejské univerzity. Zajímala se o geny, které řídí vývoj embryí, a proto se specializovala na vývojovou biologii ovocné mušky Drosophila melanogaster. Embrya drozofil se vyvíjejí velmi rychle, což je pro výzkum ideální. V roce 1977 pokračovala v laboratoři Klause Sandera na univerzitě ve Freiburgu, který byl odborníkem na embryonální vývoj (embryonic patterning).
V roce 1978 založila vlastní laboratoř v nově založené Evropské laboratoři molekulární biologie v Heidelbergu spolu s Ericem Wieschausem, s nímž se seznámila v Basileji. Společně vynalezli postup zvaný saturační mutageneze, při němž vytvářeli mutace v genech dospělých mušek, aby mohli pozorovat jejich dopad na potomstvo. Pomocí této metody a také duálního mikroskopu, který jim umožnil zkoumat vzorky společně, identifikovali 20 000 genů v chromozomech ovocných mušek. V roce 1980 se jim podařilo identifikovat a klasifikovat 15 genů, které řídí vývoj nové mušky, a podrobně pochopit, jak geny určují tvar embrya. Protože toto poznání mělo zásadní dopad i na lidskou reprodukci, byli Nüsslein-Volhard a Wieschaus za svůj výzkum v roce 1995 oceněni Nobelovou cenou za fyziologii a lékařství. Ocenění získali společně s americkým genetikem Edwardem Lewisem, který na Kalifornském technologickém institutu nezávisle objevil u ovocných mušek skupinu genů, jež fungují jako hlavní regulátory vývoje embrya.
V roce 1981 přešla Nüsslein-Volhard k Friedrichu Miescherovi do laboratoře Společnosti Maxe Plancka v Tübingenu. Od roku 1984 až do svého odchodu do důchodu v roce 2014 byla ředitelkou Ústavu Maxe Plancka pro vývojovou biologii a vedla také jeho oddělení genetiky. Po roce 1984 zahájila práci na vývojové biologii obratlovců, přičemž jako výzkumný model použila rybku zebřičku. Následně se zebřičky staly standardním modelem pro výzkum obratlovců na celém světě. Ukázalo se, že rybka je užitečná, protože z hlediska uspořádání těla sdílí mnoho podobností se savci, včetně člověka, ale na rozdíl od savců se ideálně hodí pro výzkum vzhledem k rychlému vývoji ve velkých průhledných embryích mimo mateřský organismus.

## Nadace Christiane Nüsslein-Volhard
Díky Nobelově ceně se Nüsslein-Volhard stala veřejně známou osobností a zasazuje se o větší podporu žen ve vědě. Ačkoli sama nikdy neměla děti, domnívá se, že vědkyně, které chtějí mít rodinu, jsou znevýhodněny. V roce 2004 proto založila nadaci na podporu vědy a výzkumu, která poskytuje mladým vědkyním s dětmi granty na pomoc v domácnosti a péči o děti.

## Osobní život
Nüsslein-Volhard se v polovině 60. let vdala. Se svým manželem se seznámila během studií na Univerzitě ve Frankfurtu. Manželství dlouho nevydrželo a zůstalo bezdětné. Nüsslein-Volhard si nicméně ponechala obě svá příjmení, protože pod tímto jménem již začala publikovat odborné články.
Žije v německém Bebenhausenu, uvedla, že ráda zpívá, hraje na flétnu a věnuje se komorní hudbě, v roce 2006 vydala kuchařku. Její synovec Benjamin List je nositelem Nobelovy ceny za chemii za rok 2021.